# Sextus
Sextus est un praenomen, un prénom en usage dans la Rome antique. Praenomen numéral, il signifie « sixième » (de façon similaire à Quintus, « cinquième », ou Decimus (en), « dixième »). Il est possible qu'il fasse référence à un ordre de naissance dans une fratrie, transmis ensuite aux descendants, mais également au mois de naissance.
Son abréviation standard est Sex. et sa forme féminine serait Sexta.
Le nom de la gens Sextia est une forme apparentée.

## Personnalités
Parmi les personnes nommées Sextus :
- Sextus Julius Africanus, écrivain (v. 160 - v. 240)
- Sextus Appuleius, membres de la gens des Appuleii
- Sextus Afranius Burrus, chevalier (Ier siècle)
- Sextus Julius Caesar, membres de la gens des Iulii Caesares
- Sextus Aelius Paetus Catus, jurisconsulte (IIe siècle av. J.-C.)
- Sextus de Chéronée, philosophe, neveu de Plutarque (IIe siècle, peut-être la même personne que Sextus Empiricus)
- Sextus Empiricus, philosophe (IIe siècle, peut-être la même personne que Sextus de Chéronée)
- Sextus Julius Frontinus ou Frontin, consul (Ier siècle)
- Sextus Martinianus ou Martinien, empereur (IVe siècle)
- Sextus Tigidius Perennis (en), préfet (IIe siècle)
- Sextus Pompée, plus jeune fils de Pompée (Ier siècle av. J.-C.)
- Sextus Pompeius Festus ou Festus Grammaticus, grammairien (IIe siècle)
- Sextus Pomponius, jurisconsulte (IIe siècle)
- Sextus Propertius ou Properce, poète (Ier siècle av. J.-C.)
- Sextus le Pythagoricien, philosophe
- Sextus Cornelius Repentinus (en), chevalier (IIe siècle)
- Sextus Roscius, propriétaire foncier (Ier siècle av. J.-C.)
- Sextus Julius Severus, général (IIe siècle)
- Sextus Tarquin, fils de Tarquin le Superbe (VIe siècle av. J.-C.)
- Sextus (en), théologien (IIe siècle)